# Jeanne d’Arc
Jeanne d’Arc – kiejtése [ʒan daʁk] –, Szent Johanna, (Domrémy, 1412. január 6. – Rouen, 1431. május 30.) az „orléans-i szűz”, katolikus szent, francia nemzeti hős. A százéves háború idején ő vezette a francia nép felszabadító harcát az angolok ellen. Parasztlányként látta meg a napvilágot Kelet-Franciaországban. A háborúban a francia királyi hadsereg élén több meghatározó győzelmet aratott, melyek megfordították a háború kimenetelét, és lehetővé tették VII. Károly francia király trónra lépését. A burgundok elfogták és az angolok kezére adták, akik boszorkányság vádjával kiszolgáltatták őt az egyházi hatóságnak. Ezt követően az egyházi törvényszék eretnekség vádjával máglyahalálra ítélte és 19 éves korában elevenen megégettette. 24 évvel később, 1455-ben VII. Károly király – akinek hírnevét beárnyékolta, hogy koronáját egy elítélt eretnek segítségével szerezte – felkérte III. Kallixtusz pápát, vizsgáltassa felül a szentszék döntését. Az új eljárásban Johannát ártatlannak találták és mártírrá nyilvánították. 1909-ben boldoggá, 1920-ban pedig szentté avatták. Johanna Franciaország kilenc védőszentjének egyike, Dénes, Tours-i Márton, Lajos, Mihály, Remigius, Petronella, Radegunda és Lisieux-i Teréz mellett.
Johanna hangoztatta, hogy látomásaiban Isten jelent meg előtte, és kérte, szabadítsa fel hazáját az angolok uralma alól. Hírnevet akkor szerzett, amikor Orléans városát 9 napos ostrom után felszabadította, majd több gyors győzelmet aratva a Loire völgyét is megtisztította az ellenségtől. A hadjáratot követően 1429. július 17-én VII. Károlyt Reims-ben királlyá koronázták.
Jeanne d’Arc a mai napig meghatározó szerepet tölt be a nyugati kultúrában. Napóleontól napjainkig a francia politikusok előszeretettel idézik fel emlékét. Alakja és tettei nagy írókat ihlettek meg (Shakespeare, Voltaire, Schiller, M. Twain, J. Anouilh, Brecht,  Shaw, Delteil, M. Anderson stb.). Alakja több zeneműben (Verdi, Csajkovszkij, Honegger alkotásaiban), továbbá filmben és – újabban – videojátékban is feltűnik.

## Történelmi háttér
Kelly DeVries történész így jellemzi a Jeanne d’Arc színrelépése előtti korszakot: „Ha valami elbátortalaníthatta volna őt, az Franciaország állapota 1429-ben”. A százéves háború 1337-ben robbant ki a francia trónra támasztott angol követelés eredményeként. A háborút rövidebb-hosszabb, viszonylagos békével jellemezhető szünetek tagolták. A harcok zömmel Franciaország területén zajlottak. Az angolok a chevauchée – a felperzselt föld taktikájához hasonlatos – stratégiát alkalmazva tönkretették a francia gazdaságot. A francia népesség egyébként sem állt még helyre az előző században dúló pestisjárvány (fekete halál) után, ráadásul a kereskedők el voltak vágva a külföldi piacoktól. Johanna színre lépése idején az angolok már majdnem elérték céljukat, egy kettős monarchia felállítását angol irányítással. A francia hadsereg már több évtizede nem aratott jelentősebb győzelmet. DeVries szavaival élve „a Francia Királyság még a 13. századi csírájának árnyéka sem volt.”
Johanna születésének idején a francia király VI. Károly volt, akit az utókor az „őrült” jelzővel illetett. Feltételezett elmebaja miatt képtelennek tartották az uralkodásra. Ennek eredményeképpen viszály tört ki a király testvére, Orléans-i Lajos herceg és unokaöccse, Rettenthetetlen János, Burgundia hercege között, akik összekülönböztek mind az ország fölötti régensség, mind a gyermekkorú dauphin fölött gyámság megszerzése okán. A viszály idején Bajor Izabella királynét házasságtöréssel vádolták meg. A burgundiak szerint viszonyt folytatott Orléansi-i Lajossal, és kapcsolatba hozták a királyi gyermek elrablásaival. Az ügy súlyosbodott, amikor Burgundia hercege elrendelte I. Lajos orléans-i herceg meggyilkolását, 1407-ben.
Az emberek két független frakcióba tömörültek, Orléans-i Lajos fia, Károly köré az armagnacok és Rettenthetetlen János köré a burgundok. Az angol király, V. Henrik kihasználva a zűrzavart, lerohanta Franciaországot, és drámai győzelmet aratott Azincourt-nál 1415-ben, majd elfoglalta Észak-Franciaország városait. A leendő francia király, VII. Károly 14 évesen felvette a dauphin címet mint a trón örököse, mivel mind a négy idősebb testvére elhunyt. Első lényeges döntése a Burgundiával megkötött békeszerződés volt, 1419-ben. Ez azonban katasztrófába torkollott, amikor Rettenthetetlen Jánost armagnac partizánok meggyilkolták egy Károllyal való találkozásán, annak ellenére, hogy Károly garantálta a biztonságát. Burgundia új hercege, Jó Fülöp kiátkoztatta Károlyt, és szövetségre lépett az angolokkal, majd nagy francia területeket hódítottak meg.
1420-ban Bajor Izabella királyné megkötötte a troyes-i szerződést, amelyben garantálta V. Henriknek a francia trónt, és előjogot kapott Károllyal szemben. Az egyezmény felélesztette azokat a szóbeszédeket, melyek Izabella titkos légyottjairól szóltak Orléans hercegével, és új gyanút ébresztettek, miszerint a herceg inkább volt királyi fattyú, mint a király fia. V. Henrik és VI. Károly meghalt 1422-ben, a kisgyermekkorú VI. Henrik lett a névleges uralkodó a két királyság felett, s V. Henrik testvére, John of Lancaster, Bedford 1. hercege kormányzóként uralkodott.
1429 kezdetén szinte egész Észak-Franciaország és a délnyugati országrész idegen uralom alatt állt. Az angolok Párizsból és Rouenból, a burgundok Reimsből kormányoztak. Reims fontos tradicionális hely volt a franciák számára, koronázási és szentté avatási ceremóniák helyszíne 816 óta, ráadásképp Franciaországnak nem volt megkoronázott királya. Az angolok Orléans-t, amely az egyetlen független francia város volt a Loire vidékén ostrom alá fogták. Ez a fontos stratégiai pont jelentette a franciák utolsó bástyáját, elestével az angolok már könnyen uralmuk alá hajthatták volna a megmaradt francia területeket. Egy modern történész szavaival: „Orléans sorsán függött az egész királyság.” Senki sem remélte, hogy a város kiállja az ostromot.

## Élete

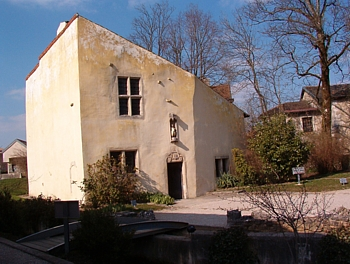
Szülőhelye most múzeum. A falu temploma jobbra, a fák mögött látható

Jeanne 1412 körül született Jacques d'Arc és Isabelle Romée lányaként egy Domrémy nevű faluban, Bar Hercegségben, melyet később Lotaringia (Lorraine) tartomány annektált, Domrémyt pedig átnevezték Domrémy-la-Pucelle-re. Szülei 50 holdas földbirtok tulajdonosai voltak. Apja a földművelés mellett kisebb hivatali pozíciót is betöltött, adót szedett és a helyőrséget vezette. A falu északkeleten, egy félreeső vidéki területen helyezkedett el, amely hű maradt a francia koronához a körülötte lévő burgund területekkel szemben. Nem csoda, hogy gyakori támadásoknak volt kitéve, s Jeanne gyermekkorában egy alkalommal a szülőfaluja is leégett.

### Látomásai
Jeanne a kortársai szerint eleinte átlagos parasztleány volt, aki szeretett táncolni. Jeanne elmondása szerint 12 éves korában, 1424-ben részesült először azokban a rendkívüli látomásokban, melyek azután egész életét végigkísérték és tanácsokkal, buzdításokkal adtak számára lelki muníciót külső-belső harcaihoz. Látomásában egyedül volt egy mezőn, ahol hangokat hallott. Amikor a vízió elmúlt, Jeanne sírva fakadt, olyan csodálatos volt, amit látott. Úgy vélte, Szent Mihály, Alexandriai Szent Katalin és Antiokheiai Szent Margit szólította meg, arra biztatva őt, hogy űzze ki az angolokat és vezesse el a dauphint Reims-be a koronázásig.

### A kezdetek
16 éves korában megkérte rokonát, Durand Lassois-t, vezesse a közeli Vaucouleurs-be, ahol kérelmezte a helyőrség vezetőjétől, Robert de Baudricourt gróftól, hogy tegyen lehetővé számára egy látogatást a francia királyi udvarnál, Chinonban. A gróf gúnyosan elzavarta, ám ez nem tántorította el. Következő év januárjában visszatérve már két támogatóra talált, Jean de Metz és Bertrand de Poulengy személyében. Az ő pártfogásuk alatt egy második találkozásra volt lehetősége, ahol rendkívüli jóslatot vizionált arról, hogy Orléans közelében meg fog fordulni a hadiszerencse.

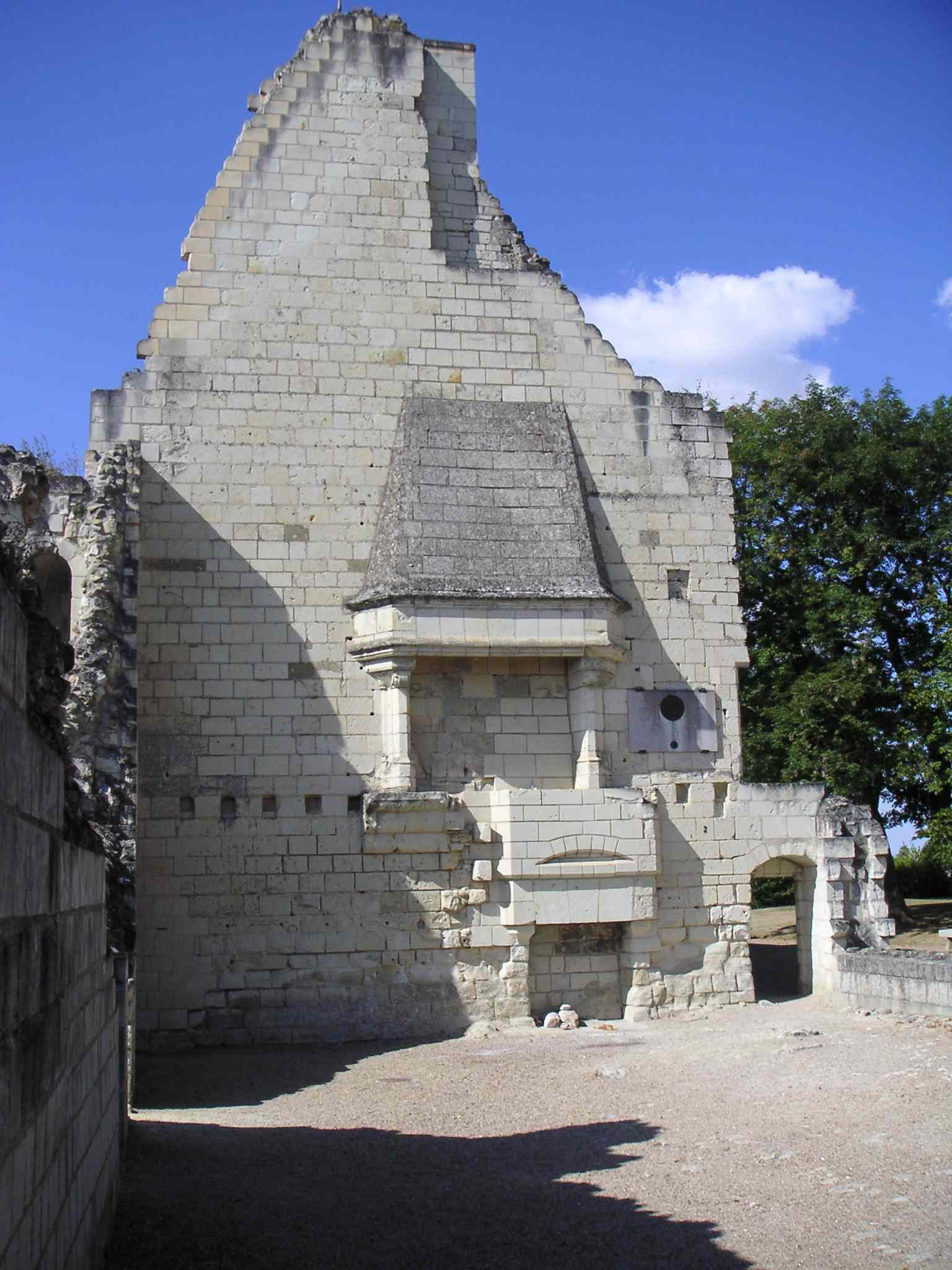
A nagy csarnok romjai Chinonban, ahol Jeanne VII.Károllyal találkozott. A kastély egyetlen sértetlen tornya ma az ő nevét viselő múzeum

Baudricourt gróf ekkor engedélyezte Jeanne-nak, hogy elmenjen Chinonba, miután a frontról érkezett hírek megerősítették jóslatait. Útját, mely ellenséges burgund területen vezetett keresztül, férfiruhába öltözve tette meg. Az udvarba érkezésekor VII. Károly éppen magánkihallgatáson vett részt. Ez idő alatt Károly anyósa, Aragóniai Jolán finanszírozott egy felmentő expedíciót Orléans-ba. Jeanne engedélyt kért, hogy a sereggel mehessen és lovagi felszerelést viselhessen. Ellátták páncéllal, karddal, lóval, zászlóval és kísérettel. Állítólag fehér páncélt viselt. Stephen W. Richey történész szerint Jeanne látványa volt az egyetlen reményforrás a kimerülés szélén álló uralkodó számára.
„Miután éveken át egyik megalázó vereség követte a másikat, nem csoda, hogy Franciaország katonai és polgári vezetése egyaránt demoralizálódott. Amikor Károly dauphin úgy határozott, eleget tesz Jeanne sürgető kérésének, mely szerint föl kell készülni a háborúra, majd a hadsereg élére helyezte a lányt, döntésének alapja az lehetett, hogy minden más, racionális lehetősége kimerült és kudarcot vallott. Csak egy bukás szélén álló, reményvesztett uralkodó hallgathat egy analfabéta parasztlányra, aki azt állítja, hogy Isten utasítására át kell vennie az irányítást országa hadai fölött és győzelemre kell őket segítenie.”

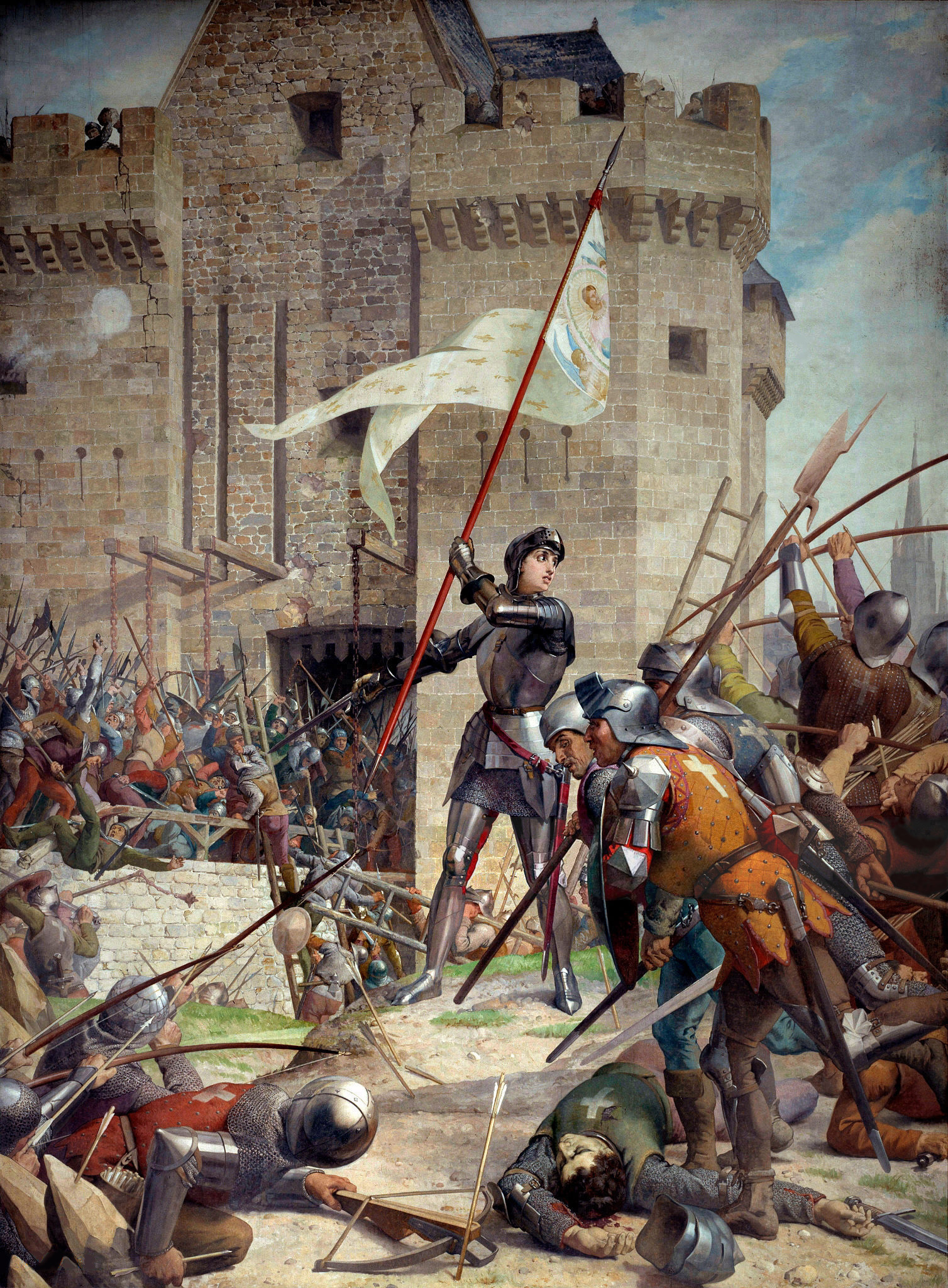
Orléans ostroma J.-E. Lenepveu festményén. Középen Jeanne d’Arc, jobbra burgund íjászok

Jeanne képbe kerülésével a hosszú ideje tartó angol–francia konfliktus vallási háborúba fordult át, ami újabb veszélyeket rejtett. Károly tanácsadói aggódtak, hogy ha Jeanne igaz hitéhez bármi kétség férhet – ha ad abszurdum eretnek vagy boszorkány –, akkor Károly ellenségei könnyen azt mondhatnák, hogy királysága a sátán adománya. Hogy ennek elejét vegye, a dauphin teológiai vizsgálatot rendelt el Poitiers-ben a lány tisztaságának bizonyítására. 1429 áprilisában a vizsgálóbizottság ezt állapította meg Jeanne-ról: „kifogástalan életű hívő keresztény, aki az alázat, becsület és egyszerűség erényeivel bír.” A teológusok Poitiers-ben nem véleményezték Jeanne isteni sugallatait, csak arról tájékoztatták a dauphint, hogy a lány küldetéstudatának isteni természetét „kedvező jel”-ként kell értelmezni. Ez elég volt Károlynak, ám ezután az udvart is utasította, hogy teszteljék Jeanne-t. „Kételkedni benne, vagy azt hinni, hogy erdendően gonosz, a Szentlélek megtagadása volna, ő pedig méltatlan lenne Isten segítségére”, nyilatkozták. A vizsgálat igazolása Orléans felmentő ostromának felcsillanó reménye lett.
Jeanne 1429. április 29-én érkezett az ostromlott Orléans-hoz. Mivel az angolok a nyugati oldalnál támadtak, a felmentő sereg a keleti kapun ellenállás nélkül jutott be a városba. Jean d’Orléans, az orléans-i hercegi család megbízott vezetője kezdetben távol tartotta őt a haditanácstól, és nem értesítette arról, amikor a sereg támadta az ellenséget. Ez azonban nem akadályozta meg abban, hogy ott legyen a legtöbb tanácson és csatában. Az ő harcban való részvételének mértéke - akár mint vezető - történelmi vita tárgyát képezik. A fundamentalista történészek, mint Édouard Perroy, arra következtetnek, hogy egy átlagos jelenlévő volt, akinek a legfőbb eszköze a harci szellem volt. Ez a fajta elemzés általában az ítélőszék előtti vallomására támaszkodik, miszerint jobban szerette a mértékletességet a kardjánál, és azt is állította hogy a csatákban soha nem ölt meg senkit. A legutóbbi tanulmány, mely a tárgyalás vallomásainak érvénytelenítésére fókuszál, megerősíti, hogy a társtisztjei nagyra becsülték őt, mint ügyes harcászt és sikeres stratégát. Stephen W. Richey álláspontja egy példa: „Megadatott neki, hogy vezesse a sereget, s egy megdöbbentő győzelmi sorozattal megfordította a háború menetét.” A történészek mindkét esetben elfogadják, hogy a hadsereg rendkívüli sikereket aratott az ő rövid pályafutása alatt.

### Hadvezérsége

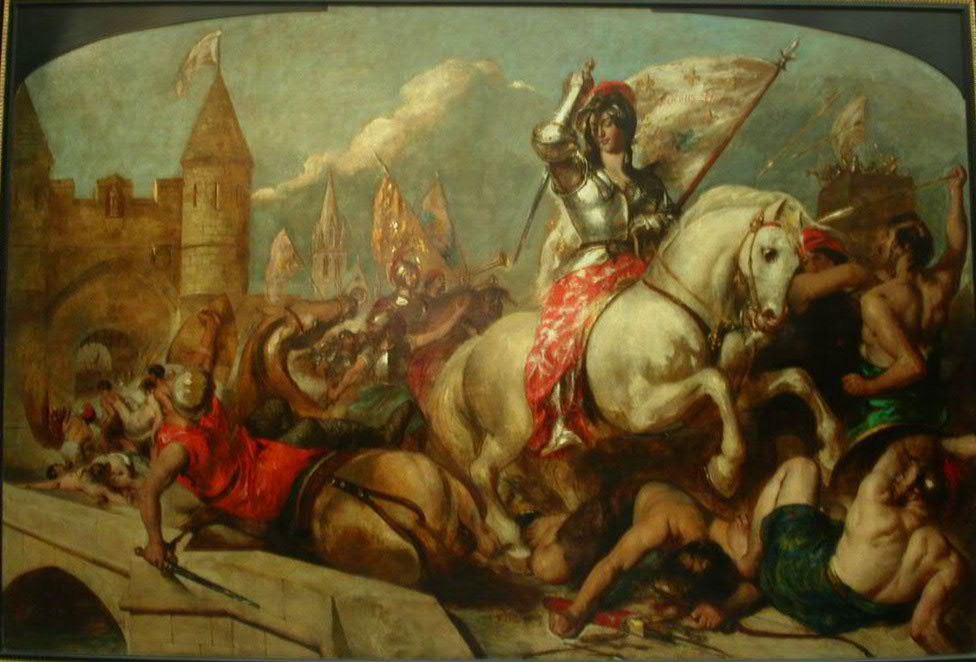
William Etty festménye: Jeanne d’Arc rohamozza az angolokat Orléans-nál

Jeanne d’Arc szembeszállt a francia vezetést jellemző óvatos stratégiával. Az ostrom az ő érkezését megelőző öt hónapban Orléans védői egyetlen támadó hadmozdulatot kíséreltek meg, amely katasztrófával végződött. Május 4-én a franciák megtámadták, és elfoglalták Saint Loup elhagyatott erődöt (Saint-Jean-de-Braye), május 5-én egy másik erőd, Saint-Jean-le-Blanc alá vonultak, de az erődöt kiürítve találták. A következő napon tartott haditanácson Jeanne szembeszállt Jean d’Orléans-nal, és egy újabb támadás megindítását követelte. D’Orléans elrendelte a város kapuinak zárva tartását, hogy megelőzzék az újabb ütközetet, de Jeanne összehívta a városiakat és a közkatonákat, s kikényszerítették a polgármestertől egy kapu kinyitását. Csupán egyetlen parancsnok segítségével kilovagoltak, és elfoglalták Saint Augustins erődjét. Jeanne még aznap este megtudta, hogy kizárták egy haditanácsból, ahol a vezetők úgy döntöttek, hogy megvárják az erősítést mielőtt újra cselekednének. Mellőzve a döntést, Jeanne kieszközölte a fő angol erődítmény, a „les Tourelles” elleni támadás megindítását, május 7-én. A korabeliek az elkötelezettség hősnőjének tartották őt, miután a nyakán eltalálta egy nyílvessző, de visszatért, hogy vezesse az utolsó rohamot.

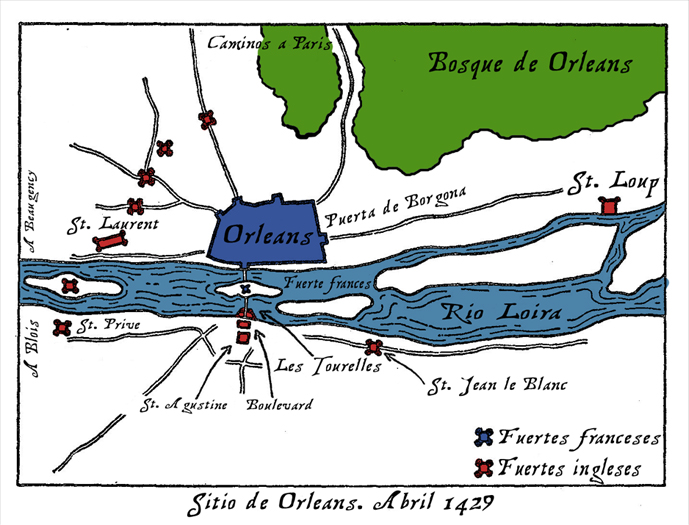
Orléans vára körül felálló angol ostromlók

Az orléans-i gyors győzelem lehetőséget adott újabb támadások kezdeményezésére. Az angolok egy Párizs vagy egy Normandia elleni támadásra számítottak. A váratlan győzelem végkifejleteként Jeanne meggyőzte VII. Károlyt, hogy II. Alençon János herceg mellett ő lehessen a hadsereg társparancsnoka. Engedélyt kért a királytól azon tervének megvalósításához, amely – a reimsi út és koronázás előjátékaként – a Loire-völgy közeli hídjainak felszabadítását célozta. Ez a terv merész javaslat volt, mivel Reims mintegy kétszer messzebb esett, mint Párizs, és mélyen az ellenséges területen helyezkedett el.
A hadsereg Jargeau-nál egyesült június 12-én, Meung-sur-Loire-nál június 15-én és Beaugencynál június 17-én. Alençon herceg egyetértett Jeanne összes döntésével. Az Orléans alatt mutatott teljesítményét látva más tábornokok, köztük Jean d’Orléans is, Jeanne támogatóivá váltak. Alençon neki tulajdonította, hogy életben maradt, amikor Jeanne figyelmeztette egy készülődő tüzérségi támadásra. Ugyanebben a csatában Jeanne túlélte, hogy egy kőből készült ágyúgolyó nekicsapódott a sisakjának, amint egy létrán mászott felfelé. Június 18-án angol segédhad érkezett Sir John Fastolf irányítása alatt. A patay-i csata összességében az azincourt-i csata fordítottja volt. A francia előhad előbb támadhatott, minthogy az angol hosszúíjászok befejezhették volna a védelmi előkészületeket. A franciák felmorzsolták az angol főerőket, és megölték vagy elfogták a legtöbb parancsnokot. Fastolf egy maroknyi emberével menekült el, és az angolok megaláztatásának bűnbakjává vált. A franciák minimális veszteségeket szenvedtek.

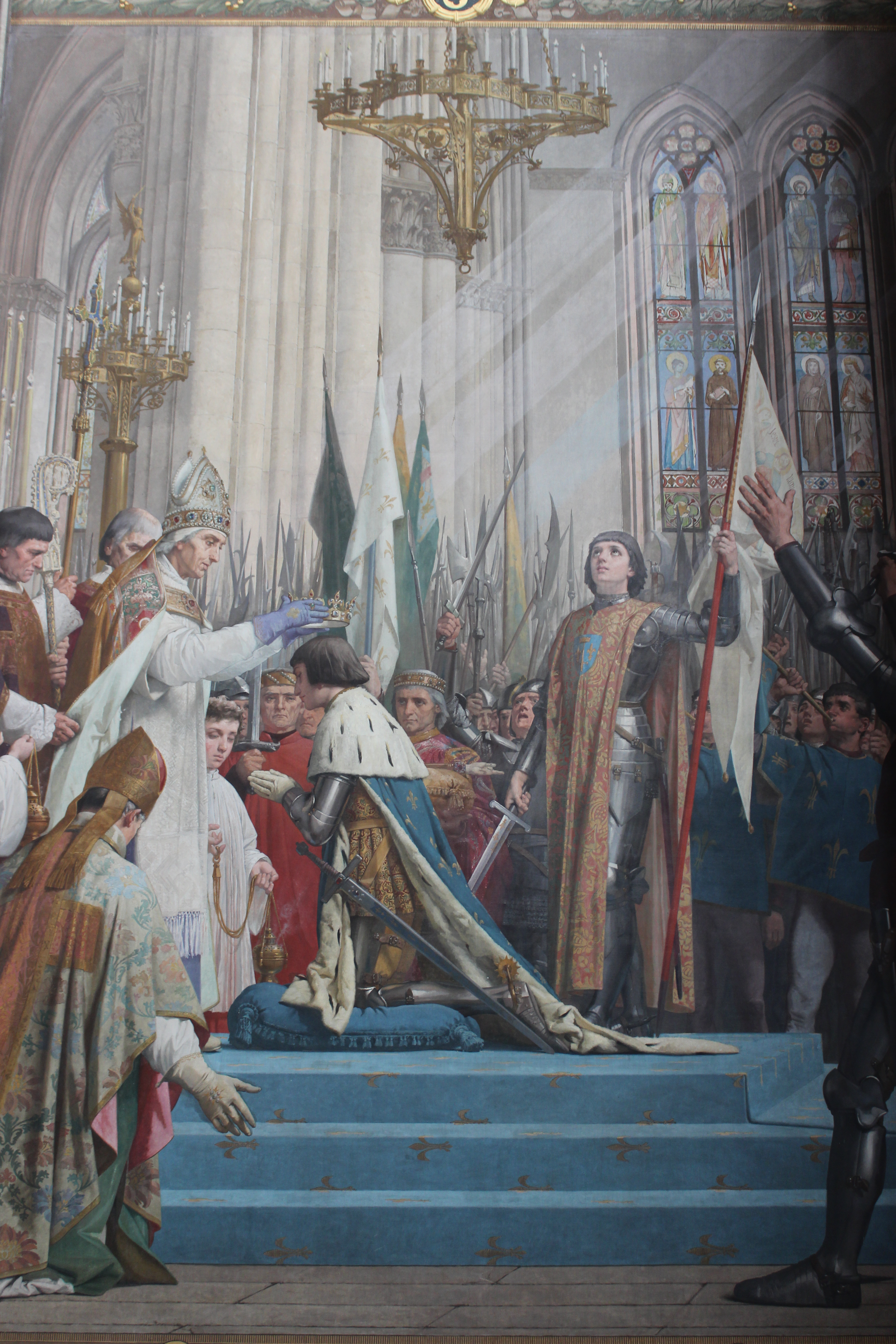
VII. Károly megkoronázása 1429. július 17-én a Reimsi katedrálisban, amely a francia koronázás hagyományos helyszíne volt

A francia erők ezután június 29-én Gien-sur-Loire-ból elindultak Reimsbe, július 3-án elfogadták a burgund kézen lévő Auxerre feltételes megadását. A sereg útjában minden francia város ellenállás nélkül visszatért a francia király hűségére. A szerződés oldalán álló Troyes megpróbálta kitagadni VII. Károlyt, de egy vértelen, négynapos ostrom után megadta magát. A hadsereg kevés élelmiszerkészlettel rendelkezett, amikor Troyes alá ért. Edward Lucie-Smith így hivatkozik Jeanne szerencséjére: egy Richard nevű vándor szerzetes a világvégéről prédikált a városban, és meggyőzte a helytartót, hogy ültessenek babot, melyet korán be lehet takarítani. Mire a francia sereg odaért, a bab beérett.
Reims megnyitotta kapuit július 16-án. A koronázási szertartást a következő reggelen tartották. Bár Jeanne és Alençon herceg sürgettek egy Párizs elleni támadást, a királyi udvar azonban fegyverszünetet kötött Burgundia hercegével. Jó Fülöp viszont megszegte a megállapodást, és csak arra használta ki, hogy megerősítse Párizs védelmét. A francia hadsereg az átmeneti időszakban átvonult néhány településen Párizs közelében, amelyek békésen megadták magukat. A Bedford hercege által vezetett angol csapatok augusztus 15-én patthelyzetbe kerültek a francia erőkkel szemben. A Párizs elleni francia támadás szeptember 8-án vette kezdetét. Jeanne egy számszeríjból kilőtt nyíltól megsebesült a lábán, ennek ellenére folytatta a csapatok irányítását egészen a harcok végéig. A következő reggel királyi parancsot kapott a visszavonulásra. A legtöbb történész a francia főkamarást, Georges de la Trémoille-t okolja a koronázást követő politikai baklövéseiért. Októberben Jeanne bevette Saint-Pierre-le-Moûtiert és nemesi címmel ruházták fel.

### Elfogása

Jeanne d’Arc elfogása

A november-december folyamán lezajlott La-Charité-sur-Loire-i kisebb ütközet után tavasszal Jeanne Compiègne-be ment, hogy részt vegyen az angol és burgund ostrom visszaverésében. Az 1430. május 30-i vakmerő ütközetben, miután utasítást adott a visszavonulásra, vállalta, hogy utolsóként hagyja el a csatateret, ám a burgundok körbevették a hátvédet és egy íjász leszállította a lováról. Jeanne eleinte nem adta meg magát.
Szokás volt ebben az időben, hogy a hadifoglyokat kiválthatta a családjuk. Jeanne hozzátartozóinak azonban ehhez nem volt elég pénze. VII. Károly sem tett semmit a megmentése érdekében. Jeanne többször is meg akart szökni; egy alkalommal például Vermandois-ban, ahová a burgundiai Arras-ból szállították át, egy 21 méter magas toronyból kiugrott a vizesárok puha talajára. Végül az angolok 80 000 font váltságdíj ellenében „megvásárolták” Jeanne-t Fülöp hercegtől. Beauvais püspöke, az angolokhoz hű Pierre Cauchon vállalta a legaljasabb szerepet ebben az ügyletben, és a későbbi tárgyaláson is.

### Tárgyalása
Az angolok Jeanne-t diadalmenetben vitték Rouen városába, ahol mint boszorkányt vádolták be az egyházi hatóságnál. Az egyházi törvényszék, melynek élén Pierre Cauchon beauvais-i püspök, párizsi egyetemi doktor állt, Jeanne-t visszaeső eretnekség bűnében vétkesnek találta és máglyahalálra ítélte.

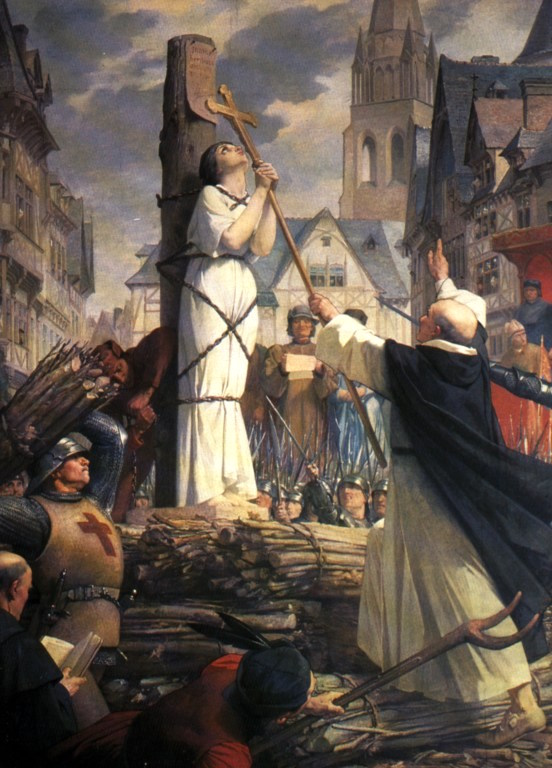
J. E. Lenepveu: Jeanne d’Arc máglyahalála (1890)

### Kivégzése
Az eretnekség csak visszaesőként elkövetve számított súlyos bűnnek. Jeanne beleegyezett, hogy női ruhát viseljen, amikor esküt tesz. Néhány nappal később szexuálisan bántalmazták a börtönben. Emiatt újra férfiruhát öltött, védekezésül a molesztálás ellen, vagy azért, hogy tanúsítsa Jean Massieu-nek: ellopták a ruháját és nincs mit fölvennie.
A máglyahalált 1431. május 30-án szenvedte el Rouen régi piacterén, a Place du Vieux-Marchén. Magas oszlophoz kötöztetvén, Jeanne megkérte a két papot, Martin Ladvenu-t és Isambart de la Pierre-t, hogy tartsanak elé feszületet. Egy paraszt szintén keresztet tartott eléje, miközben már meggyújtották alatta a máglyát. Elégetése után az angolok átgereblyézték a hamut, hogy kiszedjék elszenesedett maradványait, majd azokat még kétszer megégették, hogy teljesen elhamvadjon, megakadályozandó, hogy a nép ereklyének begyűjtse földi maradványait. 2006-ban tudósok analizálták a neki tulajdonított csontmaradványt, de a vizsgálat eredménytelenül zárult. Később hamisítványnak minősítették a leletet azzal, hogy egy múmia és egy macska csontjait tartalmazta. Katolikus források szerint az angolok a Szajnába szórták hamvait, nehogy maradványait bárki boszorkányságra használja. A hóhér, Geoffroy Therage később azt állította: „Rettegtem, hogy elkárhozok.”
Jeanne d’Arc utolsó szavai ezek voltak: „Jézus! Jézus!”

## A perújrafelvétel
A posztumusz perújrafelvétel a háború befejezése után vette kezdetét. Az főinkvizítor, Jean Bréhal és Jeanne anyja, Isabelle Romée kérésére III. Kallixtusz pápa engedélyezte az eljárást, melyet az „érvénytelenítő tárgyalásként” ismerünk, amelynek célja az volt, hogy kinyomozzák, vajon az elítélő tárgyalást és a döntéshozatalt igazságosan kezelték-e, illetve összhangban van-e az egyházjoggal. A nyomozás egy pap, Guillaume Bouille vizsgálatával kezdődött. Bréhal 1452-ben vezetett le nyomozást, majd hivatalos fellebbvitel következett, 1455 novemberében. A fellebbviteli folyamaton részt vett Európa egész papsága, akik megtekintették a mértékadó udvari eljárást. Teológusok egy bizottsága 115 szemtanú előtt értékelte ki a vitatott tárgyalást. Brehal 1456 júniusában ismertette a eredményt, mely Jeanne-t mártírnak mondja ki, a megdicsőült Pierre Cauchont pedig eretneknek nyilvánítja, minthogy bűnösnek ítélt egy ártatlan lányt világi vérbosszú hajszolásában. Az udvar 1456. július 7-én ártatlannak nyilvánította Jeanne-t.

## Öltözködése

Jeanne VII. Károly megkoronázásánál, Jean Auguste Dominique Ingres festménye (1854), egy tipikus próbálkozás Jeanne d’Arc „elnőiesítésére”. Figyeljük meg a hosszú hajat és a szoknyát a páncél körül

Jeanne d’Arc Vaucouleurs-ből való elindulása és roueni kivégzése között férfiöltözetet viselt. Emiatt több hittudományi kérdés vetődött fel már az ő korában is és újabbak a XX. században. A kivégzésének „szakmai” oka egy bibliai öltözködési törvény volt. Az újratárgyalás során részben hatályon kívül helyezték emiatti bűnösnek nyilvánítását, mert elítélésekor az eljárások során hibát követtek el, és nem mérlegelték a törvény elvi kivételeit.
Dogmatikusan szólva, biztonságban volt, ha apródnak álcázva haladt át az ellenséges területen, és páncélt viselt a csatákban. A Chronique de la Pucelle állítása szerint ez az öltözködés visszatartotta a molesztálókat a táborozások alkalmával. A klérus, amely a rehabilitációs tárgyaláson tanúskodott, megerősítette, hogy a börtönben is folytatta a férfiruhák viselését, hogy így védekezzen a molesztálók és erőszakoskodók ellen. Jeanne keresztöltözködésére egy másik igazolható ok szüzességének megóvása volt: a ruházata valószínűleg gátolta volna a támadóját, de mindenesetre a férfiak kevésbé látták volna benne a szexpartnert.
Jeanne a poitiers-i vizsgálóbírósághoz fordult, amikor öltözködéséről kérdezték a tárgyaláson. A poitiers-i okirat nem maradt sokáig hatályban, de ha a körülmények szükségessé tették a poitiers-i papok hozzájárultak a gyakorlatához. Más szavakkal, ha egy küldetésben férfimunkát kellett végeznie, akkor összeegyeztethetőnek tartották az öltözködését. Jeanne rövidre vágott hajat viselt mind a hadjáratok, mind pedig börtönben töltött ideje alatt. Támogatói, mint a teológus Jean Gerson, kiállt hajstílusa mellett, mint ahogy Jean Bréhal főinkvizítor tette a rehabilitációs tárgyalása alatt.

## Tisztelete, becsületének helyreállítása
Philippe-Alexandre Le Brun de Charmettes az első történész, aki megírta Jeanne d’Arc teljes történetét, 1817-ben megpróbálta helyreállítani a családja becsületét a visszaeső eretnek megbélyegezésétől. Érdeklődése Jeanne iránt abból az időből származik, amikor Franciaország azért küzdött, hogy meghatározza új nemzeti identitását a francia forradalom és a napóleoni háborúk után. A nemzeti ethoszt nem kétes hírnevű hősökben keresték. A királyhoz és országhoz hű Jeanne d’Arc elfogadható szimbólum volt a monarchisták számára. A republikánusok pedig hazafiként és polgárok lányaként, azokat az alacsony származású önkénteseket (a soldats de l’an II-t) látták benne, akik 1802-ben diadalmasan vívtak harcot a forradalmi Franciaországért. Mint vallásos mártír, népszerű volt az erős katolikus közösségben is. De Charmette’s Orleanide, akit ma már eléggé elfeledtek, szintén egy lehetséges alak volt a nemzeti ethosz erősítésére, mint Vergilius (az Aeneis) Róma vagy Camoens (A lusiadák) Portugália esetében.

## Emlékezete

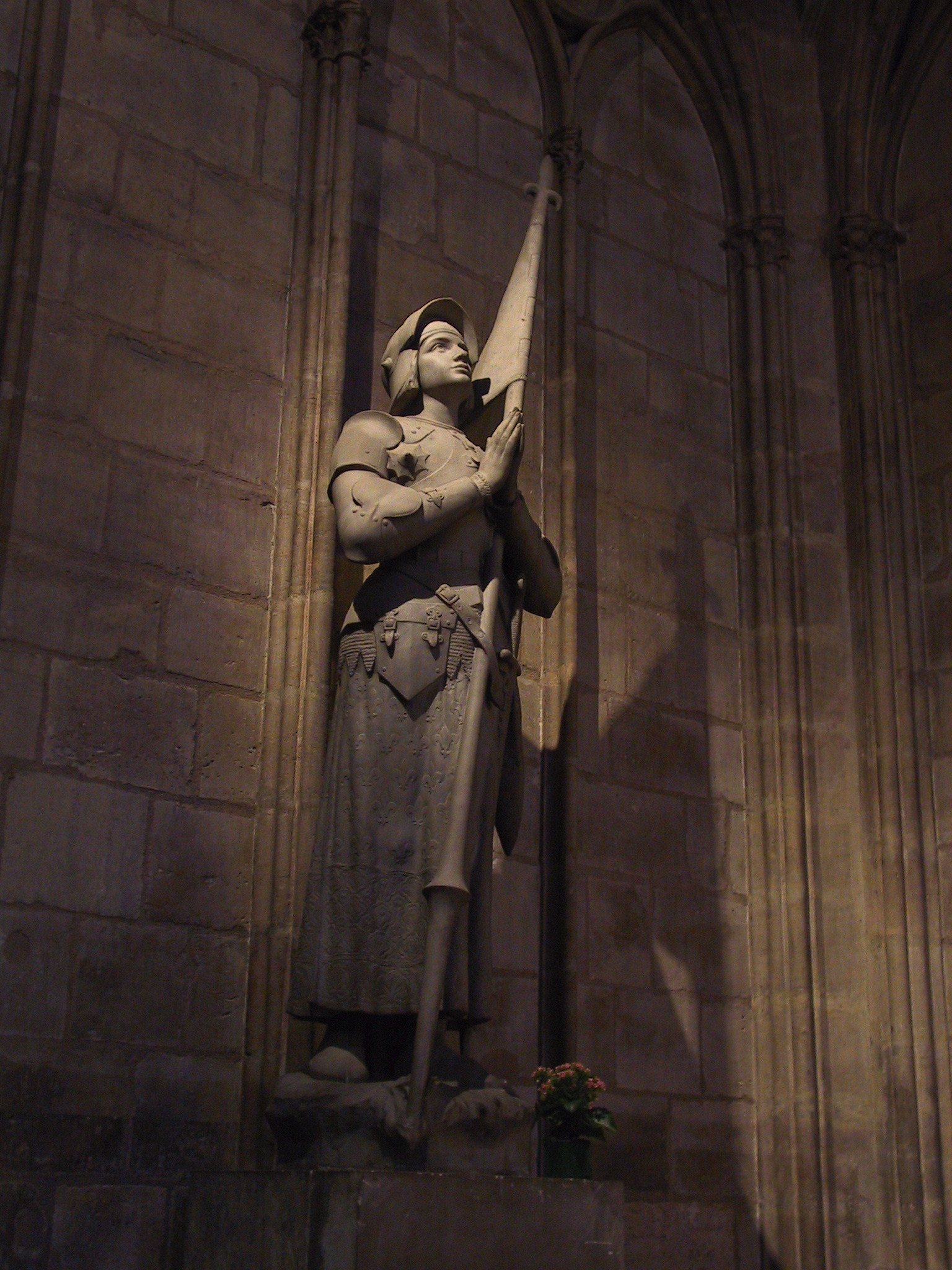
Jeanne d’Arc szobra a Notre-Dame-székesegyházban, Párizsban

A százéves háború Jeanne halála után még huszonkét évig folytatódott. VII. Károly sikeresen megőrizte törvényességét mint francia király VI. Henrikkel szemben, akinek a koronázása a fiú tizedik születésnapján, 1431 decemberében történt. Mielőtt még Anglia újjászervezhette volna katonai vezetését és hosszúíjász csapatait, melyeket 1429-ben vesztettek el, Burgundia az arrasi szerződés értelmében felbontotta vele a szövetséget 1435-ben. Bedford hercege meghalt még ugyanebben az évben, és VI. Henrik lett Anglia legfiatalabb királya, akinek kormányzó nélkül kellett irányítania az országot. Gyenge vezetése valószínűleg a végső konfliktus legfontosabb tényezője volt. Kelly DeVries vitatja, hogy Jeanne d’Arc agresszív tüzérségi és frontális támadásai befolyásolták volna a francia taktikákat a háború hátralévő részében.
Jeanne d’Arc részben legendás alakká vált az elkövetkező négy évszázadra. A legfőbb források róla a különböző krónikák voltak. Öt eredeti kézirat maradt fenn a tárgyalásáról, amelyek régi irattárakban bukkantak fel a 19. században. A történészek hamarosan felfedik a rehabilitációs tárgyalás teljes iratanyagát, mely tartalmazza 115 felesküdött szemtanú vallomását és az eredeti francia feljegyzéseket a büntetőtárgyalás latin nyelvű átiratához. Különböző korabeli levelek is felszínre kerültek, közülük hármon megtalálható a „Jehanne” aláírás egy írni tanuló személy imbolygó kezéből. Az eredeti források e szokatlan bőségéről DeVries így nyilatkozik, „A középkorban senki, sem férfi sem nő nem volt rákényszerülve, hogy többet tanuljon.”

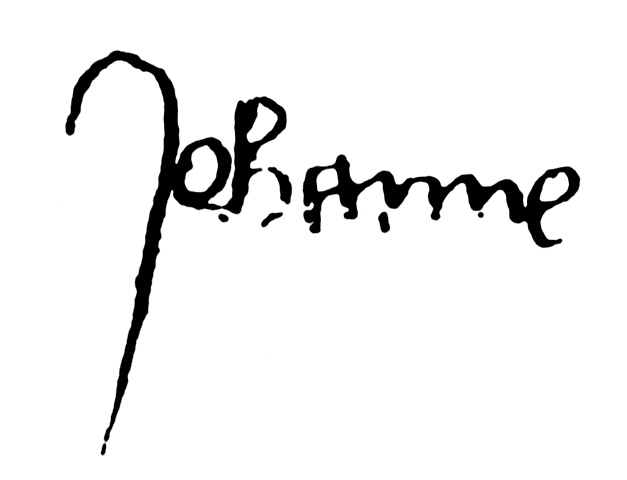
Jeanne d’Arc aláírta leveleit. A három fennmaradt levél mindegyikét kézjelezte

Jeanne egy sötét, sejtelmes faluból származott, de kiemelkedett kiválóságával, bár alig volt idősebb egy gyereknél, s tette ezt egy iskolázatlan parasztlányként. A francia és angol királyok a dúló háborút az ezeréves száli törvény rivalizáló értelmezésén keresztül magyarázták. A konfliktus egy uralkodók közötti öröklési viszály volt. Jeanne értelmet adott e viszály elutasításának, mint ahogy Jean de Metz, amikor megkérdezte: „Űzzük ki a királyt a királyságból és legyünk angolok?” Stephen Richey szavaival, „Megfordította azt a száraz dinasztikus torzsalkodást, amely nem mozgatta meg a pórnépet, kivéve a saját szenvedésüket a nemzeti felszabadítás egy szenvedélyesen népszerű háborújába.” Richey így ír a későbbi vonzerejének nagyságáról:
„Az emberek a halála után elkövetkező öt században szinte mindennek megpróbálták beállítani: démoni fanatikus, vallási titokzatosság, egy naiv, akivel tragikusan rosszul bánt a hatalom, a modern nacionalizmus megalkotója és ikonja, imádott hős, szent. Még amikor kínzással fenyegették, és a tűz általi halállal nézett szembe, akkor is kitartott amellett, hogy Isten hangja vezette. Hangok vagy nem hangok, a teljesítménye bárkit felülmúl, aki megismeri a történetét ámuló csodálkozással rázza meg a fejét.”
A háború után zajló, a kivégzésének körülményeit vizsgáló kutatások során, 1452-ben az egyház úgy nyilatkozott, hogy Orléans-nál a vallásos játék a becsületében egy zarándoklatnak minősíthető így kiérdemli a bűnbocsánatot. A 16. században a Katolikus Liga szimbólumává vált. Félix Dupanloup, 1849 és 1878 között Orléans püspöke, vezető szerepet játszott Jeanne boldoggá avatásának folyamatában, de már nem érte meg ennek bekövetkeztét.

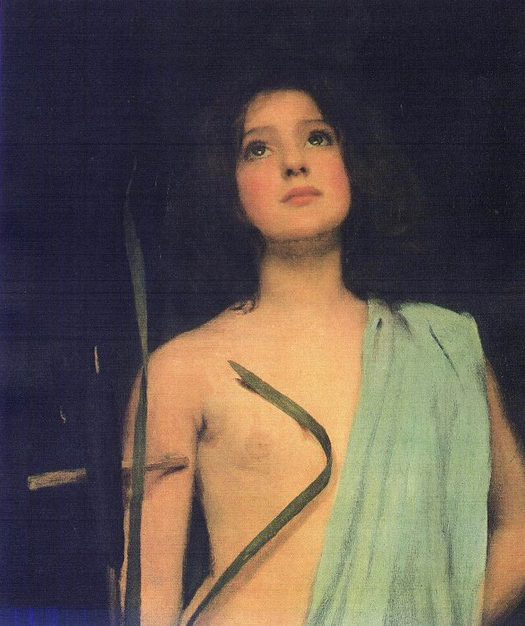
Saint Joan, John William Waterhouse festménye

Jeanne d’Arc boldoggá avatása véglegesen 1909-ben fejeződött be, közvetlenül követve az 1905-ös, az egyház és az állam elkülönítéséről szóló francia törvényt, ez idő tájt fontolgatták a katolikus egyház felvirágoztatását társadalombeli pozíciójának gyökeres megváltoztatásával. Szentté avatása 1920. május 16-án következett be, ünnepnapja május 30-dika lett. Szent Johanna a római katolikus egyház egyik legnépszerűbb szentjévé vált.
Jeanne d’Arc egy vallási tradícióban gondolkodott, hitte, hogy bármely társadalmi rétegből jött különleges ember részesülhet isteni küldetésben. Kiutasította a nőket a francia hadseregből még egy makacs követőjét is megütötte egy kard lapjával. Kétségtelen, több fontos támogatója nő volt. VII. Károly anyósa, Aragóniai Jolán igazolta Jeanne szüzességét és finanszírozta orléans-i útját. Luxemburgi Johanna, a luxemburgi gróf nagynénje, aki fogságban tartotta compiègne-i elfogása után, enyhítette fogságának körülményeit, és későbbre halasztotta eladását az angoloknak. Végül Burgundiai Anna, a bedfordi hercegnő, az angol kormányzó felesége szűznek nyilvánította Jeanne-t a büntetőper előtti vizsgálódások alatt. Ezt a vizsgálatot technikai okokra hivatkozva bojkottálta a törvényszék és boszorkánysággal vádolták meg Jeanne-t. Legvégül ez biztosította védelmének és szentségének az alapját. Christine de Pisantól napjainkig a nők pozitív példaképet, egy nagyszerű, tetterős nőt látnak benne.

Charles de Gaulle száműzött kormányának zászlaja a második világháború alatt. A francia ellenállás a lotaringiai kereszt használatával szimbolikusan utalt Jeanne d’Arcra

Jeanne d’Arc Napóleon ideje alatt politikai szimbólum volt. A liberálisok szegény származását hangsúlyozzák, míg a konzervatívok kiemelték a monarchia iránti pártfogását. Később a konzervatívok felidézték nacionalizmusát. A második világháború alatt a vichyi Franciaország és a francia ellenállás is felhasználta alakját: a vichyi Franciaország az angolok elleni harcát propagálta plakátok formájában, amelyeken brit harci repülőket ábrázoltak Rouen bombázása közben a vészjósló felirattal: „Mindig Visszatérnek A Színre Bűneikkel”. Az ellenállás az idegen megszállás elleni küzdelmet emelte ki és lotaringiai származását, mely német megszállás alá került 1940-ben.
A Francia Haditengerészetnél három egymástól független hajót neveztek el Jeanne után, beleértve egy helikopterhordozót, a Jeanne d’Arc (R 97)-et, amely jelenleg is aktív szolgálatot teljesít. A politikában a szélsőjobboldali Nemzeti Front ápolja aktívan az emlékét: gyűléseket tart a szobrainál, publikációkat jelentet meg róla, és a párt szimbóluma egy trikolór láng, mely részben az ő mártíromságának jelképe. A párt ellenfelei néha gúnyolódnak imázsának kisajátítását bírálva. Jeanne emléknapját a franciák május második vasárnapján ünneplik.
A hagyományőrző katolikusok Franciaországban és bárhol a világon szintén használják őt a lelkesítés szimbólumaként, gyakran összevetik az ő és Marcel Lefebvre érsek 1988-as kiátkozását. (Marcel Lefebvre volt az alapítója a Szent X. Piusz Papi Testvérületnek, fellépett a második vatikáni zsinat határozatai ellen, ezért kiátkozták.)
Jeanne születésének 600. évfordulója alkalmával, 2012-ben a római pápa buzdításában példaként állította híveinek őt, hogy az emberek teljes mértékben bízzanak Isten akaratában, Jézus jegyében határok nélkül tegyenek tanúbizonyságot az egyház mellett, és hogy az ima legyen a mindennapok vezérfonala.

## Hatása a nyugati kultúrára

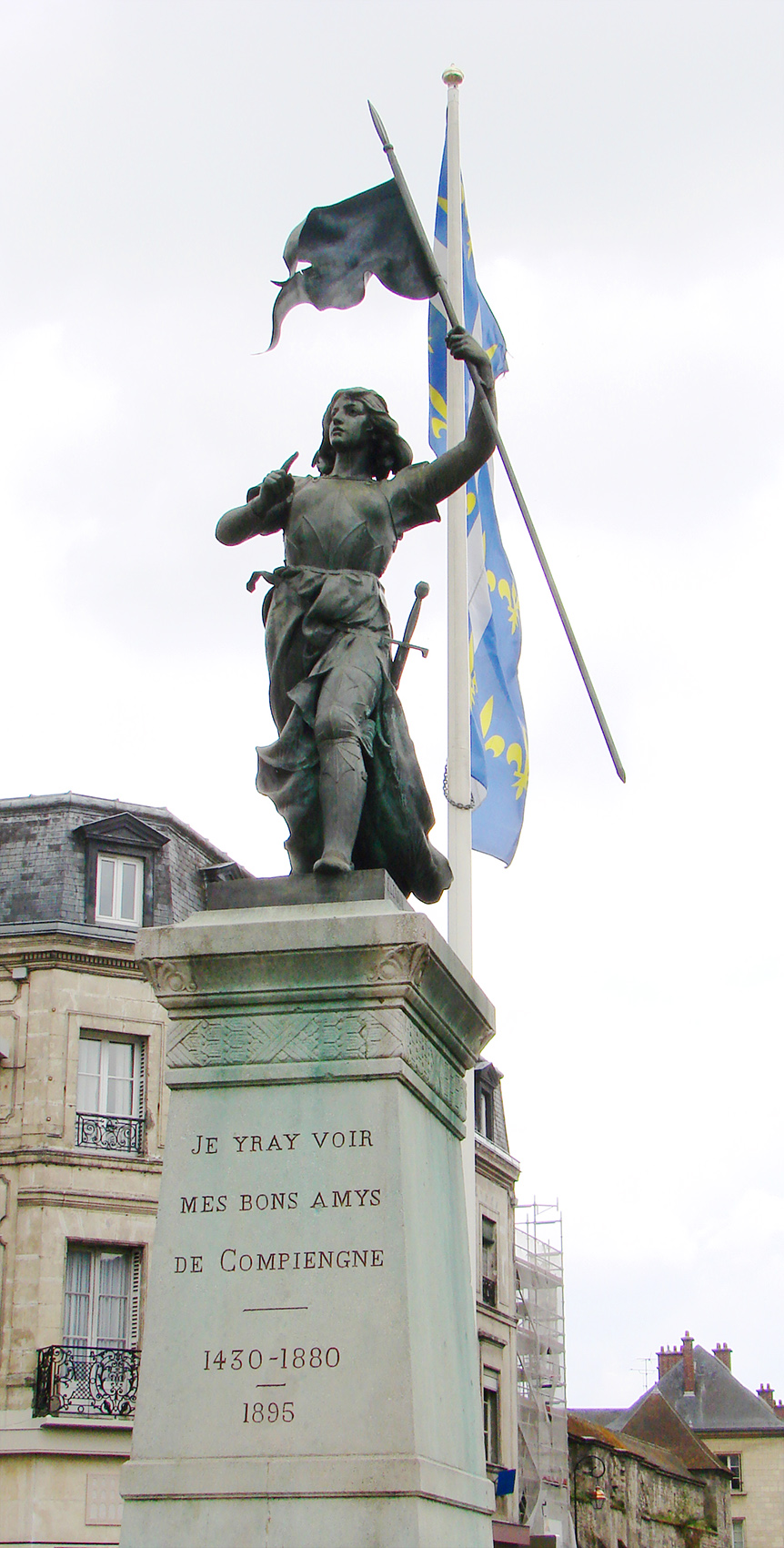
Jeanne d’Arc szobra Compiègne-ben

Sok fontos történelmi alak közül csak alig néhány állja ki ilyen kimagaslóan korának és helyének viharait. Egy 15. századi francia parasztlány, akit a történelem úgy ismer, Jeanne d’Arc, győzelemre vitte népe seregét a százéves háború késői szakaszában, és nemzeti hőssé vált. Jeanne esetében bár francia nemzeti hős, más nemzetek is hősként tekintenek rá és bár vallásos és őszinte katolikus volt (1920-tól már katolikus szent) más vallású emberekre, sőt az ateistákra és az agnosztikusokra is nagy hatást gyakorol. A 15. század gyermeke volt, de századokon keresztül inspirációt adott. Az ember személyiségéből adódik, hogy bármikor is élt, akármelyik valláshoz tartozott is, egy kiemelkedő alak, két élettörténettel rendelkezik. Jeanne esetében terjedelmes írott források állnak rendelkezésre, annak ellenére, hogy az ő korában még nem létezett a nyomdászat, és az írni-olvasni tudás sem volt elterjedt, ráadásképp csak egy alacsony származású fiatal nő volt. Azonban Jeanne valódi élete mögött ott van egy második élettörténet, ahogyan az emberek látják és elevenítik meg a későbbi korok irodalmában, színművészetében, néphagyományaiban és más médiumokban.

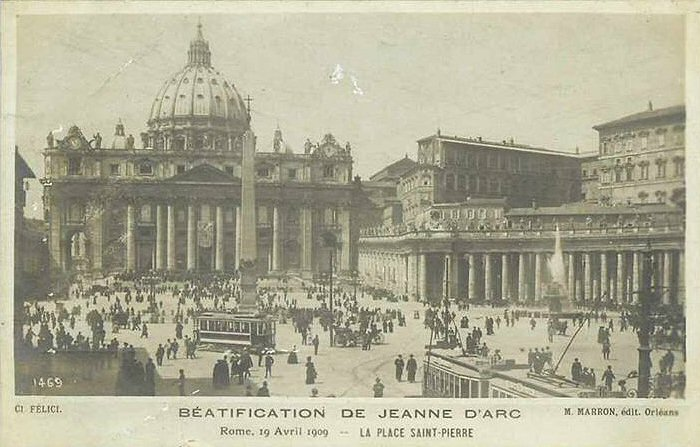
Boldoggá avatása 1909. április 18.

Hat évszázadon át hatott tragikus sorsa a nyugati kultúrára, a franciára természetesen kiemelkedően erősen, a francia politikusok ma is szívesen hivatkoznak rá. Személye körül erős megosztottság alakult ki, egyesek hittek a lány tisztaságában és abban, hogy Isten szólította meg, míg mások a Sátán angyalbőrbe bújt küldöttének vélték. Az egyik legjobban ismert tény Jeanne-ról, hogy a római katolikus egyház egy szentje. Szentté avatásának folyamata majdnem fél évezredig tartott, de a viták a katolikus egyházhoz való viszonyáról már életében, 1429-es színre lépésekor elkezdődtek, amelyeket végül ötszáz évvel később az 1909. április 18-i boldoggá és 1920. május 16-i szentté avatása zárta le.
Jeanne d’Arc számos művészt és rendezőt megihletett, számos festmény, zenemű, színpadi mű készült az ő ihletésére, de a filmvilágban is megtalálta útját,

### Képzőművészet

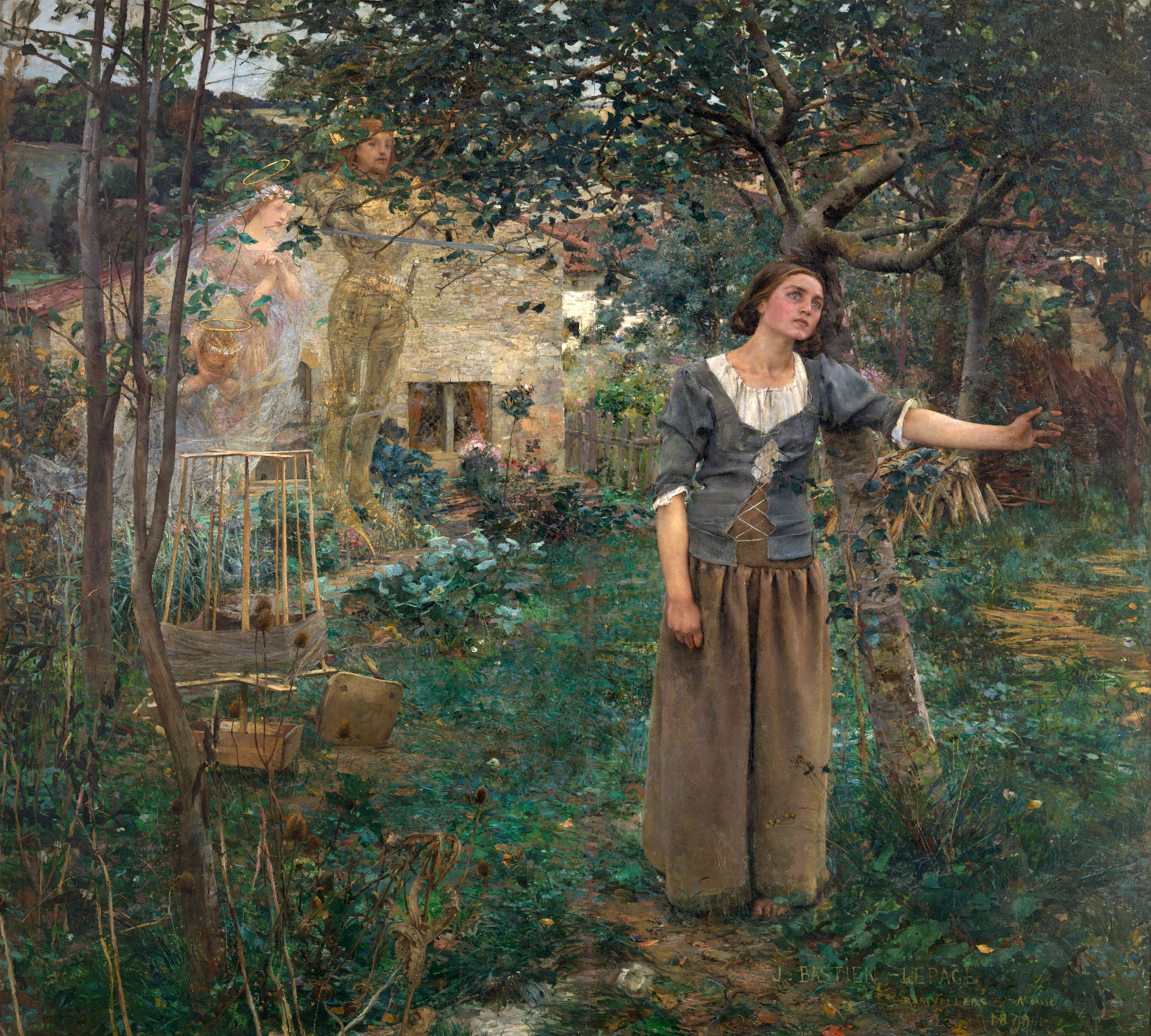
Jules Bastien-Lepage: Jeanne d’Arc (1879)

- Jules Bastien-Lepage francia festő, aki a finom naturalizmus stílusában festett, abban az elragadtatott pillanatban ábrázolja, amely nemcsak ő, de Franciaország sorsát is befolyásolta. A kép bal felső részén magát látja elrévült pillanatában mint hadvezért.

### Zeneművek
Jeanne d’Arc története a következő operákat ihlette:
- Pjotr Iljics Csajkovszkij: Az orléans-i szűz (Орлеанская дева)
- Giuseppe Verdi: Giovanna d’Arco
- Rodolphe Kreutzer: Jeanne d’Arc à Orléans
- Michele Enrico Carafa: Jean d’Arc
- Charles Gounod: Jeanne d’Arc
- Auguste Mermet: Jeanne d’Arc
- Arthur Honegger: Johanna a máglyán (Jeanne d’Arc au bûcher) (oratórium)

### Könnyűzene
- Az Eloy zenekar 2017-ben és 2019-ben kétrészes konceptalbumot jelentetett meg The Vision, The Sword and the Pyre címmel, amely Jeanne d’Arc történetét meséli el.
- A Powerwolf német metálzenekar 2024-ben kiadott "Wake up the wicked" című albumán jelentett meg egy általa inspirált művet, "Joan of Arc" címmel.

### Mozgókép, film
Korunkban sem marad az ismeretlenségben: filmek, televíziós feldolgozások, videójátékok, dalok, táncok készültek történetéből sőt még képregényekben és reklámokban is szerepelt. Filmes feldolgozások szempontjából mindenekelőtt Carl Theodore Dreyer 1928-as feldolgozását kell megemlíteni, amely némafilm, s ezen belül is az egyik legnagyobb a filmtörténetben. Tulajdonképpen egy „szerencsecsillagnak” is lehetne nevezni, ugyanis mondhatni véletlenül került elő a film, sokáig azt hitték róla, hogy megsemmisült. Továbbá ott van még Robert Bresson 1962-es filmrekonstrukciója a perről, valamint Jacques Rivette nagyszabású kétrészes filmsorozata, 1994-ből, egy Christian Duguay rendezte, és 1999-ben Emmy-díjra jelölt tévéfilmsorozat, vagy Luc Besson rendezésében a szintén 1999-es, Jeanne d’Arc – Az orléans-i szűz című film Milla Jovovichcsal a főszerepben. Külön megemlítendő a 2003-as szintén Emmy-díjra jelölt Isteni sugallat (Joan of Arcadia), melynek főszereplője egy jelenkorba ültetett „Jeanne d’Arc”.

### Videójáték, képregény
Videójátékok tekintetében több ismert játékban is szerepel. Az Age of Empires II: The Age of Kings stratégiai játékban egy teljes hadjárat épül csatáira, a Civilization III stratégiai játékban pedig a franciák vezetője. Említésre kerül a Warhammer 40,000: Dawn of War: Soulstorm és az Assassin’s Creed II című akciójátékokban is. A Wars and Warriors: Joan of Arc-ban és a Bladestorm: The Hundred Years’ Warban végigkövethetjük Jeanne d’Arc hadjáratának legfontosabb eseményeit, de megemlítendő még a Jeanne d’Arc című PSP játék, mely egy fantáziavilágba helyezi át Jeanne d’Arc történelmét. Több képregény készült Jeanne főszereplésével, mint a Jeanne és a Kamikaze Kaitó Jeanne manga vagy a Boszorkánykard, de utalások vannak rá a Digimon, a Sámán király, a Hetalia: Tengelyhatalmak és a Yu-Gi-Oh! című mangában, vagy a népszerű A Simpson család című rajzfilmsorozatban. A Fate/Apocrypha egyik főszereplője is.

## Fennmaradt, átmenetileg neki tulajdonított ereklyék

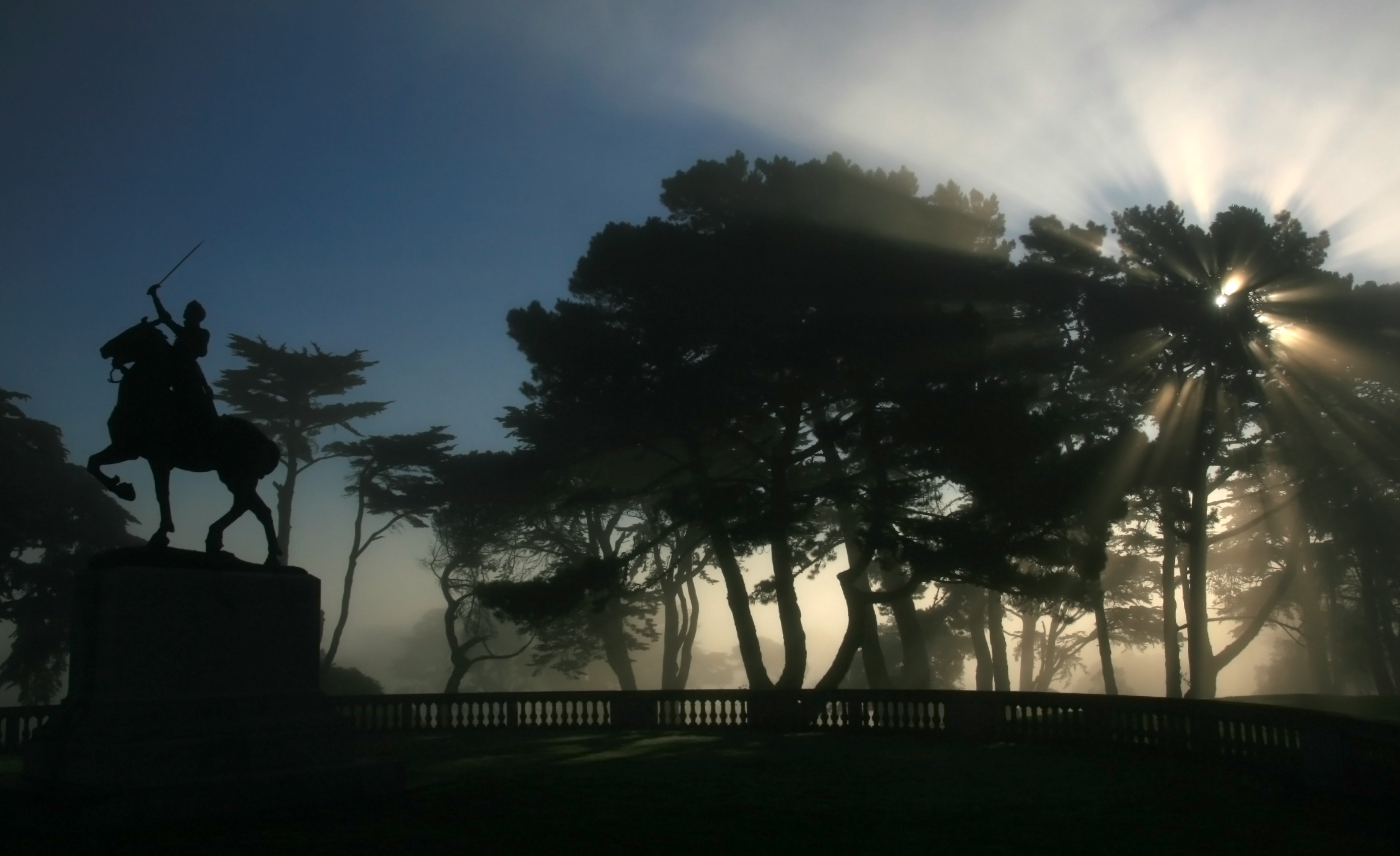
Jeanne d’Arc lóháton ülve diadalmasan emeli magasba kardját a mennyeknek és az alkonyati sugaraknak a San Franciscó-i Palace of the Legion of Honoron

1867-ben egy párizsi gyógyszertárban rábukkantak egy palackra, melyen a következő felirat állt: „Maradványok, amelyeket Jeanne d’Arc, az orléans-i szűz halotti máglyája alatt találtak”. A palackban egy elszenesedett emberi borda, faszéndarabok, egy barna vászondarab és egy macska combcsontja volt – ezt azzal magyarázták, hogy szokás volt fekete macskákat dobálni a boszorkányok halotti máglyájára. A maradványok jelenleg a chinoni Művészeti és Történelmi Múzeumban találhatók. 2006-ban Philippe Charlier, a garches-i Raymond Poincaré Kórház törvényszéki orvosa megvizsgálta az ereklyét. Szénizotópos kormeghatározást és spektrometriát használtak, a vizsgálat kiderítette, hogy a maradványok egy egyiptomi múmiától származnak az i. e. 6–8. századból. Az elszenesedett megjelenés a balzsamozási anyagok, nem pedig égés következménye. Nagy mennyiségű fenyőpollent is találtak, mely következetesen a mumifikálásnál használt gyanta jelenlétére utal, az el nem égett vászondarabok pedig hasonlóak ahhoz, amelyeket a múmiák beburkolásához használnak. A híres illatszerboltosok – Guerlain és Jean Patou – állították, hogy vanília szagát érezték a maradványokon, amely szintén a mumifikáció egy kelléke. Kétségkívül, a múmia a középkori gyógyszerkönyv összetevőinek része volt, így nem kizárható, hogy valaki a hívők és a katolikus egyház megtévesztésére használjon fel egyet.

## Fordítás
- Ez a szócikk részben vagy egészben  a   Joan of Arc című angol Wikipédia-szócikk fordításán alapul.  Az eredeti cikk szerkesztőit annak laptörténete sorolja fel. Ez a jelzés csupán a megfogalmazás eredetét és a szerzői jogokat jelzi, nem szolgál a cikkben szereplő információk forrásmegjelöléseként.

## További irodalom

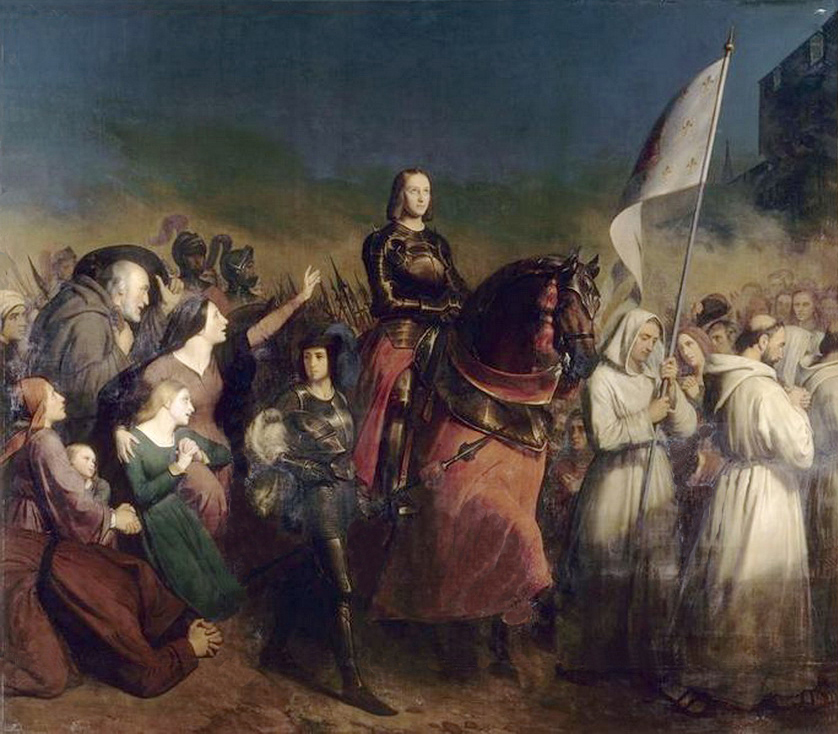
Joan of Arc, Scheffer Henry festménye 1843-ból

### Életrajzi művek
- Anonymus. The First Biography of Joan of Arc with the Chronicle Record of a Contemporary Account [archivált változat], ford. Rankin, Daniel & Quintal, Claire (angol nyelven). Hozzáférés ideje: 2009. szeptember 7. [archiválás ideje: 2011. július 9.] Archiválva 2011. július 9-i dátummal a Wayback Machine-ben
- szerk.: W.P. Barrett: The trial of Jeanne d’Arc (angol nyelven). New York: Gotham house (1932). OCLC 1314152
- Polly Schoyer Brooks. Beyond the Myth: The Story of Joan of Arc (angol nyelven). New York: Houghton Mifflin Co (1999). ISBN 0-397-32422-7. OCLC 20319268
- Thomas de Quincey. The English Mail-Coach and Joan of Arc (angol nyelven)
- Deborah Fraioli. Joan of Arc: The Early Debate (angol nyelven). London: Boydell Press, (2002). ISBN 0-85115-880-3. OCLC 48680250
- Anatole France. The Life of Joan of Arc (angol nyelven)
- Nora Heimann. Joan of Arc in French Art and Culture (1700-1855): From Satire to Sanctity (angol nyelven). Aldershot: Ashgate (2005). ISBN 0-7546-5085-5
- Ronald Sutherland Gower. Joan of Arc (angol nyelven)
- Joan of Arc: Her Image in France and America (angol nyelven). Washington, DC: Corcoran Gallery of Art in association with D Giles Limited (2006). ISBN 1-904832-19-9
- The Trial of Joan of Arc, ford. Daniel Hobbins (angol nyelven), Cambridge: Harvard University Press (2005). ISBN 0-674-01894-X
- Philippe-Alexandre Le Brun de Charmettes. Histoire de Jeanne d`Arc (francia nyelven). Paris: ED. Artus Bertrand (1817). OCLC 8443774. Hozzáférés ideje: 2010. július 4.
- Philippe-Alexandre Le Brun de Charmettes.szerk.: Audin Smith: L`ORLEANIDE, POEME NATIONAL EN VINGT-HUIT CHANTS (francia nyelven) (1821)
- Francoise Meltzer. For Fear of the Fire: Joan of Arc and the Limits of Subjectivity (angol nyelven). Chicago: University of Chicago Press (2001). ISBN 0-226-51982-1. OCLC 46240234
- Le procès de condamnation et le procès de réhabilitation de Jeanne d’Arc. L'histoire en appel., ford. Raymond Oursel (angol nyelven), Paris: Éditions Denoël (1959). OCLC 1823703
- Régine Pernoud. Joan of Arc By Herself and Her Witnesses, ford. E. Hymans (angol nyelven), London: Scarborough House (1994). ISBN 0-8128-1260-3. OCLC 31535658
- Régine Pernoud. The Retrial of Joan of Arc; The Evidence at the Trial For Her Rehabilitation 1450 - 1456, ford. J.M. Cohen (angol nyelven), New York: Harcourt, Brace and Company (1955). OCLC 1338471
- Régine Pernoud. Jeanne d’Arc: La Reconquête de la France (francia nyelven). Gallimard (1995). ISBN 2-07-040230-4. OCLC 39883861
- Joan of Arc: Her Story, ford. Jeremy Duquesnay Adams (angol nyelven), New York: St. Martin’s Griffin (1999). ISBN 0-312-22730-2. OCLC 39890535
- Vita Sackville-West. Saint Joan of Arc (angol nyelven). New York: Grove Press (2001). ISBN 0-8021-3816-0. OCLC 45667678
- The trial of Joan of Arc : being the verbatim report of the proceedings from the Orleans manuscript, ford. W.S. Scot (angol nyelven), London: Folio Society (1956). OCLC 1182797
- szerk.: Jules-Étienne-Joseph Quicherat: Procès de condamnation et de réhabilitation de Jeanne d’Arc dite la Pucelle. Publiés pour la première fois d'après les manuscrits de la Bibliothèque nationale, suivis de tous les documents historiques qu'on a pu réunir et accompagnés de notes et d'éclaircissements. (francia nyelven). New York: Johnson [1841-1849] (1965). OCLC 728420
- Donald Spoto. Joan : the mysterious life of a heretic who became a saint (angol nyelven). San Francisco: HarperSanFrancisco (2007). ISBN 0-06-081517-5. OCLC 84655969
- Joan of Arc: la pucelle, ford. Craig Taylor (angol nyelven), Manchester University Press (2006). ISBN 978-0719068478. OCLC 63398789
- Marina Warner. Joan of Arc: the Image of Female Heroism (angol nyelven). University of California (1981). ISBN 0-520-22464-7. OCLC 42290865
- szerk.: Bonnie Wheeler & Charles T. Wood: Fresh Verdicts on Joan of Arc (angol nyelven). New York: Garland Publishing, Inc. (1996). ISBN 0-8153-3664-0. OCLC 45204000
- Romm F.. Загадки Орлеанской девы [archivált változat] (orosz nyelven). Moszkva: ENAS (2008). Hozzáférés ideje: 2013. augusztus 6. [archiválás ideje: 2012. március 10.] Archiválva 2012. március 10-i dátummal a Wayback Machine-ben

### Történelmi művek
- C. Allmand. The Hundred Years War: England and France at War c. 1300 – 1450 (angol nyelven). Cambridge: Cambridge University Press (1988). ISBN 0-521-31923-4
- H.W.C. Davis. Medieval Europe (angol nyelven)
- François Pierre Guillaume Guizot. A Popular History of France from the Earliest Times (angol nyelven)
- Famous Men of the Middle Ages (angol nyelven)
- Paul Lacroix. Manners, Custom and Dress During the Middle Ages and During the Renaissance Period (angol nyelven)
- John Lingard. The History of England (angol nyelven)
- A.F. Pollard. The History of England: A Study in Political Evolution (angol nyelven)
- Eileen Edna Power. Medieval People (angol nyelven)
- André Vauchez. Sainthood in the Later Middle Ages, ford. Jean Birrell (angol nyelven), Cambridge: Cambridge University Press (1997). ISBN 0-521-44559-0